# Glinus lotoides
Glinus lotoides comúnmente denominada malva enana es una especie de planta Magnoliopsida en la familia Molluginaceae. Es nativa de Europa, Asia y África, en muchas otras regiones ha sido introducida con éxito.

## Descripción
Es una hierba anual postrada a algo erecta con un tallo de hasta 30 o 35 centímetros de largo y recubierto de pelos blanquecinos como fieltro. Las hojas ovales están ubicadas en espiral alrededor del tallo. Cada hoja mide entre unos pocos milímetros a 3 centímetros de largo. La inflorescencia es un racimo apretado de cinco a diez flores pequeñas. Cada flor tiene cinco sépalos lanudos y sin pétalos. El fruto es una cápsula ovalada de unos cuatro milímetros de largo.

## Usos
Esta planta se encuentra en tierras inundadas estacionalmente.
La especie tiene muchos usos tradicionales en las culturas en todo la amplia zona de donde es nativa, como medicina y como alimento. Las hojas jóvenes y los tallos de Glinus lotoides se usan como verdura comestible algunos países tropicales.